# اینترنت اکسپلورر ۱۰
ویندوز اینترنت اکسپلورر ۱۰ (به انگلیسی: Internet Explorer 10) (به اختصار IE10) آخرین نسخه از اینترنت اکسپلورر است و به‌طور کامل یا تقریباً کامل از HTML ۵ و همهٔ انتخاب‌گرهای سی‌اس‌اس ۳، متغییرهای مرزبندی با انحنا از سی‌اس‌اس ۳، جاوااسکریپت سریعتر و شتاب‌دهنده سخت‌افزاری از طریق دایرکت ۲D و دایرکت‌رایت حمایت می‌کند. این نسخه از ویندوز ۷ به بعد پشتیبانی می‌کند و در حال حاضر با ویندوز اکس پی و ویستا سازگار نیست. این نرم‌افزار هم به صورت ۳۲ بیتی و هم به صورت ۶۴ بیتی عرضه شده‌است؛ که مایکروسافت برای اولین بار در آوریل ۲۰۱۱ پیشنمایش پلتفرم اینترنت اکسپلورر ۱۰ را منتشر کرد.

اینترنت اکسپلورر ۱۰ در ویندوز ۸ به دو نسخه با رابط کاربری متفاوت تقسیم شده‌است، یک رابط کابری مترو که از افزوننده ها(plug-Ins) پشتیبانی نمی‌کند و دوم حالت دسکتاپ (سنتی) که از افزوننده ها(plug-Ins) پشتیبانی می‌کند. در ویندوز ۸ نسخه ۶۴ بیتی، نسخه مترو این مرورگر به عنوان نسخه پیشفرض ۶۴ بیتی تعیین شده‌است.

## تاریخچه انتشار
| نام                                         | نسخه[A]          | تاریخ اتنشار     | انتشار برای               | ویژگی‌های قابل توجه جدید |
| ------------------------------------------- | ---------------- | ---------------- | ------------------------- | --- |
| اینترنت اکسپلورر ۱۰ پیشنمایش پلتفرم         | 10.1000.16394[B] | آوریل ۱۲, ۲۰۱۱   | ویندوز ۷ به بعد           | پشتیبانی از CSS3 صفحه آرایی چند ستونی، ستون صفحه آرایی شبکه CSS3، CSS3 صفحه آرایی کادر انعطاف‌پذیر، CSS3 گرادیان، و ES5 حالت دقیق |
| اینترنت اکسپلورر ۱۰ پیشنمایش پلتفرم ۲       | 10.1008.16421[C] | ژوئن ۲۹, ۲۰۱۱    | ویندوز ۷ به بعد           | Support for Positioned Floats, CSS stylesheet limit lifted, CSSOM Floating Point Value support, Improved hit testing APIs, Media Query Listeners, HTML5: Support for async attribute on script elements, HTML5 Drag and Drop, HTML5 File API, HTML5 Sandbox, HTML5 Web Workers و برخی از قابلیت‌های API وب. |
| اینترنت اکسپلورر ۱۰ پیشنمایش توسعه دهنده[D] | ۱۰٫۰٫۸۱۰۲٫۰      | سپتامبر ۱۳, ۲۰۱۱ | ویندوز ۸ نسخه توسعه دهنده | پشتیبانی از ویندوز ۸، تبدیل، CSS سه بعدی، سایه متن CSS، جلوه‌های فیلتر SVG، بررسی املا، تصحیح خودکار، ذخیره‌سازی محلی با IndexedDB و حافظه پنهان برنامه HTML5، سوکت‌های وب، تاریخچه HTML5 و زبانه InPrivate                                                                                                   |
| اینترنت اکسپلورر ۱۰ پیشنمایش پلتفرم ۴       | 10.0.8103.0[E]   | نوامبر ۲۹, ۲۰۱۱  | ویندوز ۸ نسخه توسعه دهنده | مبدأ کراس منابع به اشتراک گذاری، نویسنده فایل توابع API، آرایه‌های های جاوا اسکریپت تایپ شده(WebGL)،انتخاب مالکیت کاربر CSS,HTML5 متن ویدیو Captioning و حالت ویژگی به روز شده. |
| Internet Explorer 10 Consumer Preview       | ۱۰٫۰٫۸۲۵۰٫۰      | فوریه ۲۹, ۲۰۱۲   | ویندوز ۸ نسخه مصرف‌کننده   | |

A.^  اشاره به نسخه، اینترنت اکسپلورر (موتور) نه نسخه پیش نمایش پلاتفرم: تصویر اول 
B.^  پلاتفرم نسخه پیشنمایش 2.10.1000.16394
C.^  پلاتفرم نسخه پیشنمایش ۲٫۱۰٫۱۰۰۸٫۱۶۴۲۱
D.^  این نسخه تنها به عنوان بخشی از ویندوز ۸ نسخه پیشنمایش توسعه دهنده و نسخه کامل و نه از پیشنمایش پلت فرم معمول.
E.^  پلاتفرم نسخه پیشنمایش ۲٫۱۰٫۰٫۸۱۰۳٫۰. اینترنت اکسپلورر پیشنمایش توسعه دهنده در ویندوز ۸ جایگزین نیست. [۲۰] این پیشنمایش پلت فرم فقط با پیشنمایش توسعه دهنده ویندوز سازگار است.